# Briaucourt (Alta Saona)
Briaucourt è un comune francese di 251 abitanti situato nel dipartimento dell'Alta Saona nella regione della Borgogna-Franca Contea.
Nel territorio di Briaucourt il fiume Rôge confluisce nel fiume Lanterne, subaffluente del Rodano tramite la Saona.

## Società

### Evoluzione demografica
Abitanti censiti